# Sebastian Madejski
Sebastian Madejski (ur. 2 stycznia 1997 w Bielsku-Białej) – polski piłkarz, występujący na pozycji bramkarza w polskim klubie Cracovia, w przeszłości występował w reprezentacji Polski U-18.

## Statystyki

### Klubowe
Na podstawie:
| Klub                 | Sezonów | Liga        | Liga  | Liga   | Puchar krajowy | Puchar krajowy | Kontynentalne | Kontynentalne | Suma  | Suma   |
| Klub                 | Sezonów | Liga        | Mecze | Bramki | Mecze          | Bramki         | Mecze         | Bramki        | Mecze | Bramki |
| -------------------- | ------- | ----------- | ----- | ------ | -------------- | -------------- | ------------- | ------------- | ----- | ------ |
| Podbeskidzie B.-B.   | 3       | Ekstraklasa | 0     | 0      | 0              | 0              | –             | –             | 0     | 0      |
| Legionovia Legionowo | 1       | II liga     | 19    | 0      | 1              | 0              | –             | –             | 20    | 0      |
| Wisła Puławy         | 1       | II liga     | 33    | 0      | 1              | 0              | –             | –             | 34    | 0      |
| Olimpia Elbląg       | 2       | II liga     | 47    | 0      | 0              | 0              | –             | –             | 47    | 0      |
| Motor Lublin         | 2       | II liga     | 61    | 0      | 3              | 0              | –             | –             | 64    | 0      |
| Cracovia II          | 1       | III liga    | 14    | 0      | 0              | 0              | –             | –             | 14    | 0      |
| Cracovia             | 1       | Ekstraklasa | 16    | 0      | 1              | 0              | –             | –             | 17    | 0      |
|                      | Łącznie | Łącznie     | 190   | 0      | 6              | 0              | 0             | 0             | 196   | 0      |

### Reprezentacyjne
Na podstawie:
Zawodnik nie rozegrał ani jednego meczu w seniorskiej kadrze, jednak w reprezentacji U-18 wystąpił w 2 meczach towarzyskich.

## Sukcesy
Na podstawie:

### Klubowe
Brak większych osiągnięć.